# Linimento

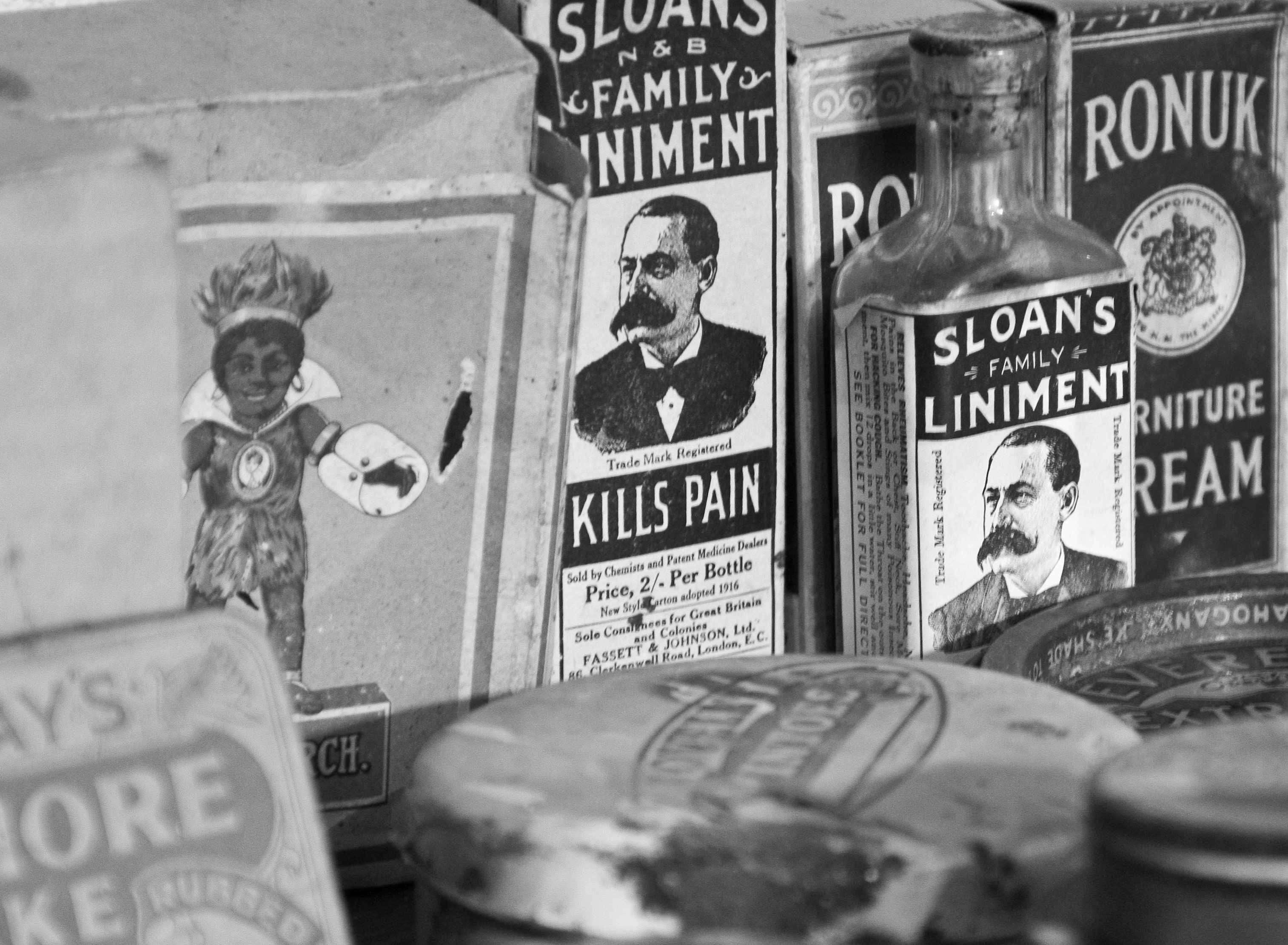
Linimento

Linimento é uma preparação farmacêutica tópica para aplicação na pele. Preparações deste tipo também são chamados de bálsamo.
Linimentos são de viscosidade semelhante à das loções (sendo significativamente menos viscoso do que uma pomada ou creme), mas ao contrário de uma loção um linimento é aplicado com atrito, isto é, um linimento sempre é esfregado. São tipicamente vendidos para aliviar a dor e rigidez, como por exemplo a partir de músculos doloridos ou de artrite.
Tipicamente são formuladas a partir de álcool, acetona, ou solventes semelhantes que se evaporam rapidamente e contêm compostos aromáticos contra irritantes, tais como salicilato de metilo, resina de benzoina, ou capsaicina. Opodeldoc é uma espécie de linimento inventado pelo médico Paracelso.

## Formas de medicação tópica
- Creme - Emulsão de óleo e água, em proporções aproximadamente iguais. O extrato penetra muito bem a camada exterior da pele.
- Pomada - Combina-se o óleo (80%) e água (20%). Barreira eficaz contra a perda de umidade.
- Gel - liquefaz quando em contato com a pele.
- Pasta - Combina-se três agentes, óleo, água e pó, na qual o pó é suspenso.